# Hilding Ekman
Hilding Viktor Ekman (Estocolm, 10 de gener de 1893 - Uppsala, 7 de març de 1966) va ser un atleta suec que va competir a començaments del segle xx.
El 1920 va prendre part en els Jocs Olímpics d'Anvers, on va disputar dues proves del programa d'atletisme. En el cros per equips guanyà la medalla de bronze, formant equip amb Eric Backman i Gustaf Mattsson; mentre en el cros individual fou onzè.